# Alejandro de la Cruz
Alejandro de la Cruz (Pinar del Río, 23 agosto 1998) è un ginnasta cubano vincitore della medaglia di bronzo nel volteggio ai Giochi panamericani di Lima 2019.

## Palmarès
- Giochi panamericani

Lima 2019: bronzo nel volteggio